# Mullur, Mysore
Mullur là một làng thuộc tehsil Mysore, huyện Mysore, bang Karnataka, Ấn Độ.